# Dunakiliti

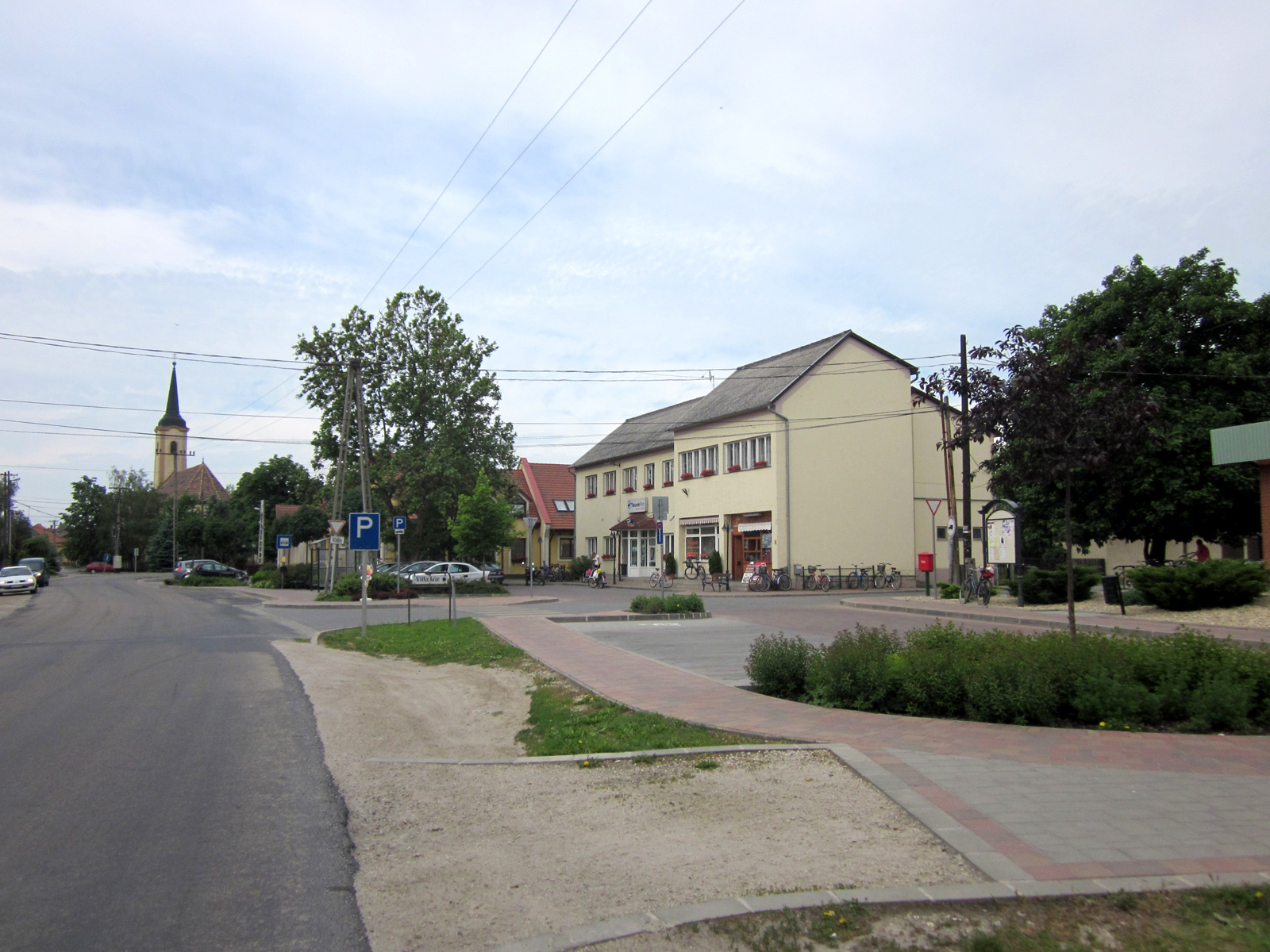
Dunakiliti mit Heilig-Kreuz-Himmelfahrtskirche

Dunakiliti (deutsch Frauendorf auf der Schütt, kroatisch Kliće) ist eine westungarische Gemeinde mit rund 2000 Einwohnern im Komitat Győr-Moson-Sopron in der Kleinen Ungarischen Tiefebene. Das Dorf liegt auf der Kleinen Schüttinsel, die durch den Hauptstrom der Donau und der Moson-Donau gebildet wird und befindet sich in etwa sieben Kilometern Entfernung zu der slowakischen und 20 Kilometern zu der österreichischen Grenze.

## Geschichte
Eine Kapelle in dem Dorf geht auf das Jahr 1562 zurück, im gleichen Jahr wurde der römisch-katholische Pfarrbezirk Dunakiliti gegründet. Aufzeichnungen aus dem Ort reichen indessen bis ins Jahr 1165 zurück. Zwischen 1985 und 2014 hatte Sándor Szokoli das Amt des Bürgermeisters inne. Abgelöst wurde dieser durch die parteilose Tamásné Kovács, welche zuvor in der örtlichen Grundschule für 23 Jahre als Geschichtslehrerin gearbeitet hatte und für 12 Jahre Mitglied im Stadtrat war. Am 27. Juni 2015 feierte Dunakiliti seinen 850. Geburtstag. Der Chirurg Ladislaus Batthyány-Strattmann wurde 1870 in Dunakiliti geboren.

## Sehenswürdigkeiten

### Kirche
1735 wurde eine Kirche im Stil des Barock in Dunakiliti errichtet. Diese wurde im Jahre 1910 abgerissen und durch die neogotische Heilig-Kreuz-Himmelfahrtskirche (Szent Kereszt felmagasztalása-templom) ersetzt. Diese bildet heute das Zentrum der Gemeinde. Am 25. September 1910 wurde hier in der damals noch unmöblierten Kirche der erste Gottesdienst abgehalten. Am 25. Oktober 2010 wurde der 100. Geburtstag der Kirche gefeiert.

### SchlossPrincess Palace
In der Gemeinde gibt es das Schloss Princess Palace im Stil des Barock. Dieses dient heute als Hotel für die umliegenden Golfanlagen.

## Besiedlung
2017 lebten in Dunakiliti 1873 Bürger. Dieser Wert ist seit 1990 tendenziell ansteigend. Die zunehmende Einwohnerzahl lässt sich durch eine große Anzahl von Pendlern erklären, welche sich in Dunakiliti niederlassen und ihrer beruflichen Tätigkeit in Bratislava nachgehen. Diesem Trend zur Folge hat die Gemeinde neben der überwiegend ungarischen Bevölkerung von 98,7 %. auch eine slowakische Minderheit von 0,2 %. 4,5 % der Einwohner Dunakilitis sind deutschsprachig.

## Etymologie
Der Name Dunakiliti setzt sich aus dem ungarischen Wort für Donau duna und kilit zusammen, womöglich eine Paraphrase für Papst Kletus. Darüber hinaus bedeutet kilit in der türkischen Sprache Schloss oder auch Schlüssel. Einigen Quellen zufolge wurde das Dorf hiernach benannt, weil es als westliches Tor nach Ungarn galt.
Das slowakische Wort kľúč bedeutet ebenfalls Schlüssel.

## Verkehr
In Dunakiliti treffen die Landstraßen Nr. 1407 und Nr. 1408 aufeinander. Die nächstgelegenen Bahnhöfe befinden sich in Mosonmagyaróvár und Rajka.